# Grevillea endlicheriana
Grevillea endlicheriana,  es una especie de arbusto  del gran género  Grevillea perteneciente a la familia  Proteaceae. Es originaria del sudoeste de  Australia Occidental. 

## Descripción
Crece hasta alcanzar un tamaño de entre 1 y 3 metros de altura y produce flores blancas, rosadas o rojas entre julio y noviembre (mediados de invierno a finales de la primavera) en su hábitat.

## Taxonomía
Grevillea endlicheriana fue descrita por Carl Meissner y publicado en Plantae Preissianae 1(4): 546–547. 1844[1845].
Etimología
Grevillea, el nombre del género fue nombrado en honor de Charles Francis Greville, cofundador de la Royal Horticultural Society.
endlicheriana: etimología otorgada en honor del botánico Stephan Ladislaus Endlicher.
Sinonimia
- Grevillea filifolia Meisn.	[3]